# Dendrobium armitiae
Dendrobium armitiae là một loài thực vật có hoa trong họ Lan. Loài này được F.M.Bailey mô tả khoa học đầu tiên năm 1900.